# Herb Vigran
Herbert Vigran (* 5. Juni 1910 in Cincinnati, Ohio; † 29. November 1986 in Los Angeles, Kalifornien) war ein US-amerikanischer Hörspielsprecher und Schauspieler.

## Leben
Herb Vigran wurde 1910 in Cincinnati, im US-Bundesstaat Ohio geboren. Mit 16 Jahren zog die Familie nach Fort Wayne in Indiana. Er besuchte die Indiana University System.
Nachdem er am Broadway angefangen hatte, zog Vigran nur mit Broadway-Schauspielerfahrung nach Hollywood.
1934 hatte Vigran in dem Film Happy Landing seinen ersten 1950 hatte er seine erste Rolle in der Fernsehserie The Stu Erwin Show. 1939 verhalf ihm Vigrans Agent zu einer Hauptrolle im Hörspiel Silver Theatre. Der Schauspieler ließ für 5 US-Dollar eine Aufnahme der Radiosendung anfertigen und nutzte sie als Demo, um andere Aufträge mit seiner einzigartigen Stimme zu bekommen. In der Fernsehserie Kleine Spiele aus Übersee hatte er 1951 bis 1952 erstmals eine wiederkehrende Rolle. 1982 bis 1983 erschien Vigran in 23 Folgen der Fernsehserie Shirt Tales.
1952 heiratete Vigran Belle Pasternack. Das Paar hatte zwei Söhne.

## Filmografie
- 1934: Happy Landing
- 1934: Redhead
- 1935: The Mystery Man
- 1935: Behind the Green Lights
- 1935: Death from a Distance
- 1935: Fräulein Wirbelwind (Vagabond Lady)
- 1935: Ladies Crave Excitement
- 1935: Make a Million
- 1935: Skybound
- 1935: Cappy Ricks Returns
- 1939: Those High Grey Walls
- 1940: Ein Nachtclub für Sarah Jane (It All Came True)
- 1940: Grandpa Goes to Town
- 1940: Two Girls on Broadway
- 1940: Hold That Woman!
- 1940: Cross-Country Romance
- 1940: Scatterbrain
- 1940: The Secret Seven
- 1940: The Golden Fleecing
- 1940: Stranger on the Third Floor
- 1940: I’m Still Alive
- 1940: Dancing on a Dime
- 1940: Behind the News
- 1941: City of Missing Girls
- 1941: Country Fair
- 1941: Redhead
- 1941: Der Dollarregen (Million Dollar Baby)
- 1941: Murder by Invitation
- 1941: Reg’lar Fellers
- 1941: New York Town
- 1942: Das große Spiel (Rings on Her Fingers)
- 1942: Night in New Orleans
- 1942: Abbott und Costello unter Kannibalen (Pardon My Sarong)
- 1942: Secrets of a Co-Ed
- 1942: The Pay Off
- 1942: The Great Gildersleeve
- 1942: Secrets of the Underground
- 1943: It Ain’t Hay
- 1943: Dr. Gillespie’s Criminal Case
- 1943: Danger! Women at Work
- 1943: Nobody’s Darling
- 1943: Sleepy Lagoon
- 1943: Sweet Rosie O’Grady
- 1943: Das Geisterschiff (The Ghost Ship)
- 1946: Her Adventurous Night
- 1947: Monsieur Verdoux – Der Frauenmörder von Paris (Monsieur Verdoux)
- 1947: Ku Klux Klan – Banditen in Maske (The Burning Cross)
- 1948: Joe Palooka in Fighting Mad
- 1948: Hazard
- 1948: Alle meine Söhne (All My Sons)
- 1948: Strick am Hals (The Noose Hangs High)
- 1948: Texas, Brooklyn & Heaven (Texas, Brooklyn and Heaven)
- 1949: The Judge
- 1949: Blutsfeindschaft (House of Strangers)
- 1949: Red, Hot and Blue
- 1949: Flitterwochen mit Hindernissen (Tell It to the Judge)
- 1949: Zwei Männer und drei Babies (And Baby Makes Three)
- 1949: Side Street
- 1950: Inspektor Goddard (Appointment with Danger)
- 1950: Im Solde des Satans (The Damned Don’t Cry!)
- 1950: Mister 880
- 1950: Tanzen ist unser Leben – Let’s Dance (Let’s Dance)
- 1950: Mrs. O’Malley and Mr. Malone
- 1950: The Stu Erwin Show (Fernsehserie, Folge 1x09)
- 1950: Hunt the Man Down
- 1950: Charlie’s Haunt
- 1951: Bedtime for Bonzo
- 1951: Three Guys Named Mike
- 1951: Auf Sherlock Holmes’ Spuren (Abbott and Costello Meet the Invisible Man)
- 1951: Half Angel
- 1951: Night Into Morning (Solitudine)
- 1951: No Questions Asked
- 1951: Ausgezählt (Iron Man)
- 1951: Gangster unter sich (Behave Yourself!)
- 1951: Gangster (The Racket)
- 1951–1952: Kleine Spiele aus Übersee (Fireside Theater, Fernsehserie, 2 Folgen)
- 1951–1955: The George Burns and Gracie Allen Show (Fernsehserie, 5 Folgen)
- 1952: Racket Squad (Fernsehserie, Folge 2x24)
- 1952: Oklahoma Annie
- 1952: Dangerous Assignment (Fernsehserie, Folge 1x25)
- 1952: Aaron Slick from Punkin Crick
- 1952: Rebound (Fernsehserie, 2 Folgen)
- 1952: Gruen Guild Playhouse (Fernsehserie, Folge 2x04)
- 1952: Just Across the Street
- 1952: Gang Busters (Fernsehserie, Folge 1x10)
- 1952: Fünf Perlen (O. Henry’s Full House)
- 1952: The Rose Bowl Story
- 1952: Somebody Loves Me
- 1952: Nur für Dich (Just for You)
- 1952: The Star
- 1952: Your Jeweler’s Showcase (undefined, Fernsehserie, Folge 1x08)
- 1952–1954: I Love Lucy (Fernsehserie, 4 Folgen)
- 1952–1954: I Married Joan (Fernsehserie, 3 Folgen)
- 1952–1955: My Little Margie (Fernsehserie, 4 Folgen)
- 1952–1956: Four Star Playhouse (Fernsehserie, 14 Folgen)
- 1952–1958: Superman – Retter in der Not (Adventures of Superman, Fernsehserie, 6 Folgen)
- 1952–1959: Dragnet (Fernsehserie, 11 Folgen)
- 1952–1966: The Adventures of Ozzie & Harriet (The Adventures of Ozzie and Harriet, Fernsehserie, 8 Folgen)
- 1953: Never Wave at a WAC
- 1953: Chevron Theatre (undefined, Fernsehserie, Folge 2x05)
- 1953: Mark Saber (Fernsehserie, Folge 2x17)
- 1953: The Girl Next Door
- 1953: Life with Luigi (Fernsehserie, Folge 2x07)
- 1953: Roar of the Crowd
- 1953: Vorhang auf! (The Band Wagon)
- 1953: So This Is Love
- 1953: Diese Frau vergißt man nicht (Let’s Do It Again)
- 1953: Ein Herz aus Gold (So Big)
- 1953: Walking My Baby Back Home
- 1953–1956: The Life of Riley (Fernsehserie, 6 Folgen)
- 1953–1956: Our Miss Brooks (Fernsehserie, 3 Folgen)
- 1954: Waterfront (Fernsehserie, Folge 2x31)
- 1954: Villa mit 100 PS (The Long, Trailer)
- 1954: Das blonde Glück (Lucky Me)
- 1954: Duffy’s Tavern (Fernsehserie, Folge 1x05)
- 1954: 20.000 Meilen unter dem Meer (20,000 Leagues Under the Sea)
- 1954: Eine Nacht mit Susanne (Susan Slept Here)
- 1954: The Best in Mystery (undefined, Fernsehserie)
- 1954: Return from the Sea
- 1954: The Joe Palooka Story (Fernsehserie, Folge 1x03)
- 1954: Dragnet
- 1954: The Mickey Rooney Show (Fernsehserie, Folge 1x06)
- 1954: Weiße Weihnachten (White Christmas)
- 1954: December Bride (Fernsehserie, Folge 1x06)
- 1954: Topper (Fernsehserie, Folge 2x07)
- 1954: Mayor of the Town (Fernsehserie, Folge 1x29)
- 1954–1955: The Halls of Ivy (Fernsehserie, 4 Folgen)
- 1954–1956: It’s a Great Life (Fernsehserie, 4 Folgen)
- 1954, 1956: General Electric Theater (Fernsehserie, 2 Folgen)
- 1954–1957: Schlitz Playhouse of Stars (Fernsehserie, 5 Folgen)
- 1955: The Whistler (Fernsehserie, Folge 1x32)
- 1955: Damon Runyon Theater (Fernsehserie, Folge 1x03)
- 1955: … und nicht als ein Fremder (Not as a Stranger)
- 1955: Vorwiegend heiter (It’s Always Fair Weather)
- 1955: Wolkenstürmer (The McConnell Story)
- 1955: Schakale der Unterwelt (Illegal)
- 1955: Bobby Ware Is Missing
- 1955: Vater ist der Beste (Father Knows Best, Fernsehserie, Folge 2x10)
- 1955: Screen Directors Playhouse (Fernsehserie, Folge 1x06)
- 1955: Gegen alle Gewalten (I Died a Thousand Times)
- 1955: Guten Morgen, Miss Fink (Good Morning, Miss Dove)
- 1955: Der Sheriff von Lincoln City (Last of the Desperados)
- 1955: Blutige Straße (Hell on Frisco Bay)
- 1955: Die Texas Rangers (Tales of the Texas Rangers, Fernsehserie, Folge 1x18)
- 1955: In Acht und Bann (At Gunpoint)
- 1955: Geschichten, die der Alltag schrieb (undefined, Fernsehserie, 2 Folgen)
- 1955–1956: The Adventures of the Falcon (Fernsehserie, 2 Folgen)
- 1955–1956: Jane Wyman Show (Jane Wyman Presents The Fireside Theatre, Fernsehserie, 3 Folgen)
- 1955, 1957: The 20th Century-Fox Hour (Fernsehserie, 2 Folgen)
- 1955–1963: The Danny Thomas Show (Fernsehserie, 6 Folgen)
- 1955–1965: Jack-Benny-Show (The Jack Benny Program, Fernsehserie, 19 Folgen)
- 1956: Chevron Hall of Stars (undefined, Fernsehserie, eine Folge)
- 1956: Uranium Boom
- 1956: The Star and the Story (Fernsehserie, 2 Folgen)
- 1956: Planet des Grauens (World Without End)
- 1956: The People’s Choice (Fernsehserie, 2 Folgen)
- 1956: Our Miss Brooks
- 1956: Die Männer um Hilda Crane (Hilda Crane, Sprechrolle)
- 1956: Ich heirate meine Frau (That Certain Feeling)
- 1956: The Ford Television Theatre (Fernsehserie, Folge 4x39)
- 1956: Three for Jamie Dawn
- 1956: Schrei in der Nacht (A Cry in the Night)
- 1956: Das Herz eines Millionärs (These Wilder Years)
- 1956: The Boss
- 1956: General Electric Summer Originals (Fernsehserie, 2 Folgen)
- 1956: On Trial (undefined, Fernsehserie, Folge 1x02)
- 1956: Calling Homicide
- 1956: Wyatt Earp greift ein (The Life and Legend of Wyatt Earp, Fernsehserie, Folge 2x06)
- 1956: Wire Service (Fernsehserie, Folge 1x01)
- 1956: Lux Video Theatre (Fernsehserie, Folge 7x06)
- 1956: Ohne Liebe geht es nicht (You Can’t Run Away from It)
- 1956: Alfred Hitchcock präsentiert (Alfred Hitchcock Presents, Fernsehserie, Folge 2x07)
- 1956: Cavalcade of America (Fernsehserie, Folge 5x07)
- 1956: The Girl Can’t Help It
- 1956: Ethel Barrymore Theater (undefined, Fernsehserie, Folge 1x14)
- 1956: Alarm (Fernsehfilm)
- 1956–1957: Hey, Jeannie! (Fernsehserie, 2 Folgen)
- 1957: Rindvieh Nr. 1 (Public Pigeon No. 1)
- 1957: Der Tod war schneller (The Midnight Story)
- 1957: Blondie (Fernsehserie, Folge 1x17)
- 1957: Immer bei Anbruch der Nacht (The Vampire)
- 1957: Corky und der Zirkus (Circus Boy, Fernsehserie, Folge 1x35)
- 1957: Giftiger Schnee (A Hatful of Rain)
- 1957: Code 3 (Fernsehserie, 2 Folgen)
- 1957: The Wayward Girl
- 1957: Von allen Hunden gehetzt (Gunsight Ridge)
- 1957: Ein Leben im Rausch (The Helen Morgan Story)
- 1957: The Frank Sinatra Show (Frank Sinatra Show, Fernsehserie, Folge 1x02)
- 1957: Mr. Adams and Eve (Fernsehserie, Folge 2x08)
- 1957: Erwachsen müßte man sein (Leave It to Beaver, Fernsehserie, Folge 1x06)
- 1957: The Californians (Fernsehserie, Folge 1x10)
- 1957–1958: Studio 57 (Fernsehserie, 2 Folgen)
- 1957–1958: Richard Diamond, Privatdetektiv (Richard Diamond, Private Detective, Fernsehserie, 2 Folgen)
- 1957–1958: Playhouse 90 (Fernsehserie, 2 Folgen)
- 1957–1961: Bachelor Father (Fernsehserie, 4 Folgen)
- 1957, 1969: Walt Disneys bunte Welt (Walt Disney's Wonderful World of Color, Fernsehserie, 2 Folgen)
- 1958: The Thin Man (Fernsehserie, Folge 1x18)
- 1958: The Notorious Mr. Monks
- 1958: Trackdown (Fernsehserie, Folge 1x21)
- 1958: Im Wilden Westen (Death Valley Days, Fernsehserie, 2 Folgen)
- 1958: Der Mann ohne Colt (Man Without a Gun, Fernsehserie, 2 Folgen)
- 1958: 26 Men (Fernsehserie, 2 Folgen)
- 1958: Asphaltgeier (The Case Against Brooklyn)
- 1958: The Cry Baby Killer
- 1958: Strich durch die Rechnung (The Gun Runners)
- 1958: Colgate Theatre (Fernsehserie, Folge 1x08)
- 1958: Das Mädchen aus der Unterwelt (Party Girl, Sprechrolle)
- 1958: Rin Tin Tin (The Adventures of Rin Tin Tin, Fernsehserie, Folge 5x07)
- 1958: The Real McCoys (Fernsehserie, Folge 2x06)
- 1958–1959: The Ed Wynn Show (The Ed Wynn Show: Season 2, Fernsehserie, 15 Folgen)
- 1958–1959: The Restless Gun (Fernsehserie, 2 Folgen)
- 1958, 1960: Perry Mason (Fernsehserie, 2 Folgen)
- 1958, 1961: Wells Fargo (Tales of Wells Fargo, Fernsehserie, 2 Folgen)
- 1959: Josh (Wanted: Dead or Alive, Fernsehserie, Folge 1x18)
- 1959: Die Killer von Dakota (Plunderers of Painted Flats)
- 1959: Desilu Playhouse (Westinghouse Desilu Playhouse, Fernsehserie, Folge 1x13)
- 1959: Der Texaner (The Texan, Fernsehserie, Folge 1x21)
- 1959: Whirlybirds (Fernsehserie, Folge 3x08)
- 1959: The David Niven Show (Fernsehserie, Folge 1x09)
- 1959: Go, Johnny, Go!
- 1959: The Dennis O’Keefe Show (Fernsehserie, Folge 1x03)
- 1959: Love and Marriage (Fernsehserie, Folge 1x04)
- 1959: Dezernat M (M Squad, Fernsehserie, Folge 3x05)
- 1959: Die Unbestechlichen (The Untouchables, Fernsehserie, Folge 1x03 Der Mord an Jake Lingle)
- 1959: Tightrope! (Fernsehserie, Folge 1x11)
- 1959–1960: The Ann Sothern Show (Fernsehserie, 2 Folgen)
- 1960: Alcoa Presents: One Step Beyond (One Step Beyond, Fernsehserie, Folge 2x17)
- 1960: Wichita Town (Fernsehserie, Folge 1x26)
- 1960: Je länger, je lieber (Tall Story)
- 1960: Der Mann in der Schlangenhaut (The Fugitive Kind, Sprechrolle)
- 1960: June Allyson Show (The DuPont Show with June Allyson, Fernsehserie, Folge 1x29)
- 1960: Anruf genügt – komme ins Haus (Bells Are Ringing)
- 1960: Johnny Midnight (Fernsehserie, Folge 1x36)
- 1960: Angel (Fernsehserie, Folge 1x01)
- 1960: The Bob Hope Show (Fernsehserie, eine Folge)
- 1960: The Best of the Post (Fernsehserie, Folge 1x03)
- 1960: Peter Gunn (Fernsehserie, Folge 3x10)
- 1960: O’Conner’s Ocean (undefined, Fernsehfilm)
- 1960: Mr. Magoo (Mister Magoo, Fernsehserie, Folge 1x66, Sprechrolle)
- 1960–1961: Mutter ist die Allerbeste (Donna Reed, Fernsehserie, 2 Folgen)
- 1960–1961: The Many Loves of Dobie Gillis (Fernsehserie, 2 Folgen)
- 1960, 1962: Bronco (Fernsehserie, 2 Folgen)
- 1960–1962: Maverick (Fernsehserie, 4 Folgen)
- 1960–1967: Bonanza (Fernsehserie, 4 Folgen)
- 1961: Ende gut – alles gut (The Jim Backus Show, Fernsehserie, 2 Folgen)
- 1961: Westinghouse Playhouse (Fernsehserie, Folge 1x03)
- 1961: The Tom Ewell Show (Fernsehserie, Folge 1x16)
- 1961: Checkmate (Fernsehserie, Folge 1x22)
- 1961: Shirley Temple’s Storybook (Fernsehserie, Folge 2x24)
- 1961: The Law and Mr. Jones (Fernsehserie, Folge 1x23)
- 1961: One Happy Family (Fernsehserie, Folge 1x15)
- 1961: Es geschah in den Zwanzigern (The Roaring 20s, Fernsehserie, Folge 2x05)
- 1961: Lawman (Fernsehserie, Folge 4x08)
- 1961: Der Bürotrottel (The Errand Boy)
- 1961: Am Fuß der blauen Berge (Laramie, Fernsehserie, Folge 3x10)
- 1961–1962: Superkater (Top Cat, Fernsehserie, 3 Folgen, Sprechrolle)
- 1961–1962: 77 Sunset Strip (Fernsehserie, 2 Folgen)
- 1962: Pete and Gladys (Fernsehserie, Folge 2x16)
- 1962: Polizeirevier 87 (87th Precinct, Fernsehserie, Folge 1x17)
- 1962: Surfside 6 (Fernsehserie, Folge 2x22)
- 1962: The Joey Bishop Show (Fernsehserie, Folge 1x28)
- 1962: Father of the Bride (Fernsehserie, Folge 1x33)
- 1962: Familie Feuerstein (The Flintstones, Fernsehserie, 3 Folgen, Sprechrolle)
- 1962: Zeit der Anpassung (Period of Adjustment)
- 1962: Gypsy – Königin der Nacht (Gypsy, Sprechrolle)
- 1962–1963: Mr. Ed (Mister Ed, Fernsehserie, 2 Folgen)
- 1962–1965: The Dick Van Dyke Show (Fernsehserie, 3 Folgen)
- 1962, 1965: The Andy Griffith Show (Fernsehserie, 2 Folgen)
- 1963: The Dakotas (Fernsehserie, Folge 1x07)
- 1963: Die Leute von der Shiloh Ranch (The Virginian, Fernsehserie, 2 Folgen)
- 1963: Hazel (Fernsehserie, Folge 3x02)
- 1963: Der kleine Vagabund (The Littlest Hobo, Fernsehserie, Folge 1x13)
- 1963: Channing (Fernsehserie, Folge 1x11)
- 1963–1964: Temple Houston (Fernsehserie, 3 Folgen)
- 1963–1966: McHale’s Navy (Fernsehserie, 3 Folgen)
- 1963–1966: Hoppla Lucy! (The Lucy Show, Fernsehserie, 6 Folgen)
- 1963–1967: The Red Skelton Show (Fernsehserie, 4 Folgen)
- 1964: Mein Zimmer wird zum Harem (The Brass Bottle)
- 1964: Arrest and Trial (Fernsehserie, Folge 1x24)
- 1964: Goldgräber-Molly (The Unsinkable Molly Brown)
- 1964: The Candidate
- 1964: Schick mir keine Blumen (Send Me No Flowers)
- 1964: Gauner gegen Gauner (The Rogues, Fernsehserie, Folge 1x07)
- 1964: Auf der Flucht (The Fugitive, Fernsehserie, Folge 2x09)
- 1964–1965: Ein Page hat’s nicht leicht (The Bill Dana Show, Fernsehserie, 2 Folgen)
- 1964–1965: Valentine’s Day (Fernsehserie, 3 Folgen)
- 1965: Gilligans Insel (Gilligan’s Island, Fernsehserie, Folge 1x17, Sprechrolle)
- 1965: Wendy and Me (Fernsehserie, Folge 1x31)
- 1965: Das Schlafzimmer ist nebenan (That Funny Feeling)
- 1966: Der Mann ohne Namen (A Man Called Shenandoah, Fernsehserie, Folge 1x30)
- 1966: Bob Hope Presents the Chrysler Theatre (Fernsehserie, Folge 4x07)
- 1966: Der Western-Held (Hero, Fernsehserie, Folge 1x11)
- 1966: Hey Landlord (Fernsehserie, Folge 1x13)
- 1966: Jan & Dean: On the Run (undefined, Fernsehfilm)
- 1966–1967: Gomer Pyle, U.S.M.C. (Gomer Pyle, Fernsehserie, 4 Folgen)
- 1966, 1969: The Beverly Hillbillies (Fernsehserie, 2 Folgen)
- 1966–1972: Verliebt in eine Hexe (Bewitched, Fernsehserie, 5 Folgen)
- 1967: Bezaubernde Jeannie (I Dream of Jeannie, Fernsehserie, Folge 2x19 Liebe geht durch den Wagen)
- 1967: Meine drei Söhne (My Three Sons, Fernsehserie, Folge 7x20)
- 1967: It’s About Time (Fernsehserie, Folge 1x23)
- 1967: Acht gehen türmen (Eight on the Lam)
- 1967: The Reluctant Astronaut
- 1967: Good Morning World (Fernsehserie, Folge 1x02)
- 1967, 1969: Petticoat Junction (Fernsehserie, 2 Folgen)
- 1967–1970: Polizeibericht (Dragnet 1967, Fernsehserie, 7 Folgen)
- 1968: Käpt’n Blackbeards Spuk-Kaschemme (Blackbeard’s Ghost)
- 1968: The Mothers-In-Law (Fernsehserie, Folge 1x22)
- 1968: Did You Hear the One About the Traveling Saleslady?
- 1968: Neues von Huck Finn, Tom und Becky (New Adventures of Huck Finn, Fernsehserie, Folge 1x04, Sprechrolle)
- 1968: Twen-Police (The Mod Squad, Fernsehserie, Folge 1x08)
- 1968–1969: Die unwahrscheinlichen Abenteuer des Lemi Gulliver (The Adventures of Gulliver, Fernsehserie, 13 Folgen, Sprechrolle)
- 1969: Ein toller Käfer (The Love Bug)
- 1969: Angel in My Pocket
- 1969: Hawaii Fünf-Null (Hawaii Five-O, Fernsehserie, Folge 2x04 Heißer Schnee)
- 1969: The Governor & J.J. (The Governor and J.J., Fernsehserie, Folge 1x04)
- 1969: Doris Day in... (The Doris Day Show, Fernsehserie, Folge 2x12)
- 1969–1970: Mayberry R.F.D. (Fernsehserie, 2 Folgen)
- 1970: Wo die Liebe hinfällt (Love American Style, Fernsehserie, Folge 1x18)
- 1970: Wo, bitte, geht’s zur Front? (Which Way to the Front?)
- 1970, 1974: Drei Mädchen und drei Jungen (The Brady Bunch, Fernsehserie, 2 Folgen)
- 1970–1975: Rauchende Colts (Gunsmoke, Fernsehserie, 11 Folgen)
- 1971: Männerwirtschaft (The Odd Couple, Fernsehserie, Folge 1x17)
- 1971: The Smith Family (Fernsehserie, Folge 1x07)
- 1971: Make Room for Granddaddy (Fernsehserie, Folge 1x22)
- 1971: Nanny und der Professor (Nanny and the Professor, Fernsehserie, Folge 2x22)
- 1971: Vanished (Miniserie)
- 1971: Der barfüßige Generaldirektor (The Barefoot Executive)
- 1971: Inside O.U.T. (Fernsehfilm)
- 1971: Latigo (Support Your Local Gunfighter)
- 1971: Medical Center (Fernsehserie, Folge 3x03)
- 1971: The Day of the Wolves
- 1971–1973: Adam-12 (Fernsehserie, 3 Folgen)
- 1972: Longstreet (Fernsehserie, Folge 1x23)
- 1972: Die Ferien des Mr. Bartlett (Cancel My Reservation)
- 1972: Hec Ramsey (Fernsehserie, Folge 1x02)
- 1972, 1977: Notruf California (Emergency!, Fernsehserie, 2 Folgen)
- 1973: Zuckermanns Farm – Wilbur im Glück (Charlotte’s Web, Sprechrolle)
- 1973: Chase (Fernsehserie, Folge 1x00)
- 1973: Die Addams Family (The Addams Family, Fernsehserie, 2 Folgen, Sprechrolle)
- 1973: Wartet nur, bis Vater kommt (Wait Till Your Father Gets Home, Fernsehserie, Folge 2x10, Sprechrolle)
- 1974: How to Seduce a Woman
- 1974: Herbie groß in Fahrt (Herbie Rides Again)
- 1974: Benji – Auf heißer Fährte (Benji)
- 1974: Die Zwei von der Tankstelle (Chico and the Man, Fernsehserie, Folge 1x04)
- 1974: Die Straßen von San Francisco (The Streets of San Francisco, Fernsehserie, Folge 3x06 Nächtlicher Überfall)
- 1974: Der Nachtjäger (The Night Stalker, Fernsehserie, Folge 1x11)
- 1975: Der letzte Coup (Murph the Surf)
- 1975: Lincoln (Sandburg’s Lincoln, Miniserie, Folge 2x01)
- 1975: Babe (Fernsehfilm)
- 1976: Lachen auf Rezept (The Practice, Fernsehserie, Folge 1x14)
- 1976: Hawmps!
- 1976: Zotti, das Urviech (The Shaggy D.A.)
- 1976: Der Sieg seines Lebens (The Loneliest Runner, Fernsehfilm)
- 1977: Testimony of Two Men (Miniserie)
- 1977: Der Mann in der Todeszelle (Kill Me If You Can, Fernsehfilm)
- 1978: Flintstones Little Big League (Fernsehfilm, Sprechrolle)
- 1978: Every Girl Should Have One
- 1979: Drei Engel für Charlie (Charlie’s Angels, Fernsehserie, Folge 3x13 Wenn Engel Urlaub machen)
- 1979: Taxi (Fernsehserie, Folge 1x14)
- 1979: The Super Globetrotters (Super Globetrotters, Fernsehserie, Folge 1x01, Sprechrolle)
- 1979: Mavericks großes Spiel (Young Maverick, Fernsehserie, Folge 1x03)
- 1979–1980: The Plastic Man Comedy/Adventure Show (The Plastic Man Comedy/Adventure Show, Fernsehserie, 16 Folgen, Sprechrolle)
- 1980: Unter der Sonne Kaliforniens (Knots Landing, Fernsehserie, Folge 1x05 Wird der Kreislauf nie durchbrochen?)
- 1980: Kampfstern Galactica 1980 (Galactica 1980, Fernsehserie, Folge 1x08 Hetzjagd durch New York)
- 1980: Getting Wasted
- 1980: The Happy Hooker Goes Hollywood
- 1980: Die unglaubliche Reise in einem verrückten Flugzeug (Airplane!)
- 1981: Sheriff Lobo (The Misadventures of Sheriff Lobo, Fernsehserie, Folge 2x09)
- 1981: Ein Montag im Oktober (First Monday in October)
- 1982: Dallas (Fernsehserie, Folge 5x19 Adoption)
- 1982: Die verrückten Abenteuer eines Playboys (I Was a Mail Order Bride, Fernsehfilm)
- 1982–1983: Shirt Tales (Fernsehserie, 23 Folgen, Sprechrolle)
- 1983: Saturday Supercade (Fernsehserie, 13 Folgen, Sprechrolle)
- 1985: Die Jeffersons (The Jeffersons, Fernsehserie, Folge 11x16 Ein Lob für Tom)
- 1985: Remington Steele (Fernsehserie, Folge 3x21)
- 1985: Starchaser: The Legend of Orin (Sprechrolle)
- 1987: Amazonen auf dem Mond oder Warum die Amis den Kanal voll haben (Amazon Women on the Moon)